# Мельников, Константин Степанович (контр-адмирал)
Константи́н Степа́нович Ме́льников  (30 апреля 1909, Санкт-Петербург — 30 сентября 1954 Севастополь) — контр-адмирал советского Военно-Морского Флота.

## Биография

### Довоенная служба
С августа 1924 по февраль 1931 года К. С. Мельников обучался в Высшем военно-морском училище имени М. В. Фрунзе. После окончания училища служил вахтенным начальником
на тральщиках «Змей» (февраль-май) и «Запал» (май-декабрь 1931 года) Морских сил Балтийского моря; с декабря по май следующего года исполнял должность штурмана дивизиона тральщиков, позднее, вплоть до января 1934 года, был командиром штурманского сектора. С января по октябрь 1934 года служил помощником командира минного заградителя «Ставрополь»; до декабря 1936 года — командир сторожевого корабля «Гром».
После окончания сектора командиров кораблей Военно-морской академии (декабрь 1936 — март 1937 года) 2 месяца командовал минным заградителем «Резвый», в мае-декабре 1937 года — командир минного заградителя «Войков».
В 1938 году участвовал в боевых действиях на озере Хасан. В августе 1938 года был репрессирован, но в апреле следующего года был восстановлен в кадрах ВМФ и в мае получил назначение на должность старшего инспектора 1-го отдела УБП ВМФ, на которой находился до декабря 1940 года.

### Великая Отечественная война
Участвовал в Великой Отечественной войне, некоторое время находился в распоряжении штаба Закавказского фронта. С ноября 1941 по январь 1942 года К. С. Мельников исполнял обязанности начальника морского отделения оперативного отдела штаба 46-й армии, оборонявшей государственную границу СССР с Турцией вдоль черноморского побережья. С января по февраль — командир-оператор 1-го отделения оперативного отдела штаба флота, с февраля по июль — командир-оператор дивизиона эсминцев; с июля 1942 по март 1943 года — начальник 1-го отделения 1-го (оперативного) отдела штаба Черноморского флота.
В марте-ноябре 1943 года служил на должности начальника штаба бригады крейсеров ЧФ; в течение ноября-декабря находился в распоряжении Военного Совета ЧФ, а затем до апреля 1944 года — в распоряжении командующего Азовской военной флотилией. С апреля по ноябрь К. С. Мельников исполнял обязанности начальника штаба отдельной бригады сторожевых кораблей ЧФ. После отстранения от занимаемой должности Мельников был назначен в распоряжение командира Московского флотского экипажа, УКОС ВМФ (ноябрь-декабрь), а затем в распоряжение командующего ТОФ (до января 1945 года).
С января по август 1945 года Константин Степанович выполнял обязанности начальника штаба бригады траления ТОФ. 9 августа получил назначение на должность начальника штаба ОВР (охраны водного района) Владивостокского морского оборонительного района (МОР); с 21 августа — назначен командиром ОВР этого морского оборонительного района.

Могила Мельникова на кладбище Коммунаров в Севастополе.

### Служба в 1946—1954 годах
В феврале-апреле 1947 года К. С. Мельников находился в распоряжении Управления кадров ВМС, позднее вплоть до января 1948 года находился на должности начальника инспекции ОБП (отдела боевой подготовки) штаба Тихоокеанского флота; понижен до заместителя начальника этого же отдела. С апреля 1949 по январь 1952 года — начальник ОБП 4-го ВМФ. С февраля 1952 по ноябрь 1953 года прошёл обучение в морском отделении факультета Военно-морской академии им. К. Е. Ворошилова.
С ноября 1953 по 30 сентября 1954 года (до момента своей смерти) Константин Степанович являлся командиром 24-й дивизии ОВР Черноморского флота.
Похоронен на кладбище Коммунаров города Севастополя. По случаю смерти адмирала в периодических изданиях «Флаг Родины» и «Советский флот» были опубликованы некрологи (от 2 и 5 октября 1954 года соответственно).

## Награды
- Орден Ленина (1950);
- 2 одена Красного Знамени (1944, 1945);
- Орден Отечественной войны I степени (1944);
- медали[2].

### Архивные данные
- ЦВМА. Ф. 3. Оп. 028554. Д. 342. Л. 41 (личные дела № 50813, 50814)